# Hera Björk
Hera Björk Þórhallsdóttir (n. 29 martie 1972, Reykjavík, Islanda), cunoscută pur și simplu ca Hera Björk, este o cântăreață din Islanda. Ea a fost o membră a echipelor care au reprezentat Islanda la Concursul Muzical Eurovision în 2008 și în 2009. De asemenea, ea a reprezentat Islanda la Concursul Muzical Eurovision 2010 și 2024 cu melodiile „Je ne sais quoi” și, respectiv, „Scared of Heights”.
1. 1 2   https://www.ismus.is/i/person/uid-2277fe4e-2d95-47e0-9cbd-42d710eaebce Lipsește sau este vid: |title= (ajutor)
2. ↑  Hera Björk, Discogs, accesat în 9 octombrie 2017